# Elektrografie
Als Elektrografie bezeichnet man die Ätzung auf galvanischem Weg zur Erzeugung von Zinkhochdruckplatten zum Druck auf der Buchdruckpresse.
Die Elektrografie wurde zuerst von Böttger praktiziert; Devincenzi erfand indes ein einfacheres Verfahren, bei welchem auf die gekörnte Zinkplatte, nachdem sie in ähnlicher Weise behandelt worden wie der lithografische Stein, die Zeichnung mit fetter lithografischer Kreide oder Tusche aufgetragen wird, die man sodann mit Gummiwasser behandelt, mit Terpentinöl überstreicht und mit fettem Firnis einwalzt, um sie schließlich, mit einer gleich großen Kupferplatte verbunden, in Kupferlösung zu ätzen.
Des Weiteren wird mit Elektrografik in der Kunst alle Grafiken benannt, die elektrisch erzeugt wurden, zum Beispiel mit einem Fotokopierer oder einem Digitaldruck.
In der spanischen Stadt Cuenca gibt es ein Museum der Elektrografie, die die Elektrografik sammelt und ausstellt.

## Veröffentlichungen zum Thema (Auswahl)
Klaus Urbons: Elektrografie. Analoge und digitale Bilder, DuMont; Köln 1994